# Mydrodoxa splendens
Mydrodoxa splendens är en fjärilsart som beskrevs av Butler 1880. Mydrodoxa splendens ingår i släktet Mydrodoxa och familjen nattflyn. Inga underarter finns listade i Catalogue of Life.